# Bhumibol-Brücke
Die Bhumibol-Brücke (auch „Megabrücke“, thailändisch สะพานภูมิพล, RTGS Saphan Phumiphon) ist eine Brücke über den Mae Nam Chao Phraya (Chao-Phraya-Fluss) in Thailand. Sie verbindet Amphoe Phra Pradaeng (Provinz Samut Prakan) mit dem Süden der Hauptstadt Bangkok.

## Technik

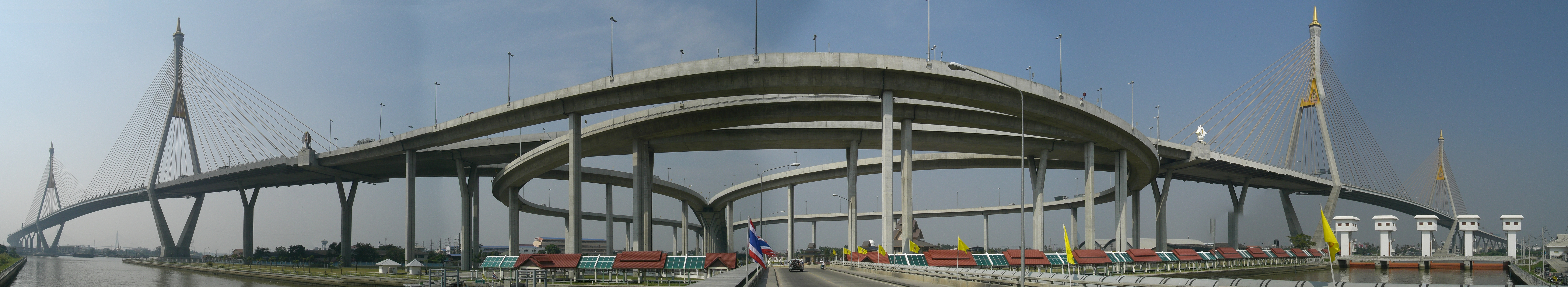
Mega Bridge über den Chao Phraya

Es handelt sich um eine Doppelbrücke, die den Chao Phraya, der an dieser Stelle eine Schleife bildet, gleich zweimal überwindet – mitsamt der dazwischenliegenden Landzunge.
Die beiden Teilbrücken sind als Schrägseilbrücken ausgeführt. Die nördliche Bhumibol-1-Brücke ist 702 Meter, die südliche Bhumibol-2-Brücke ist 582 Meter lang. Jede der zwei Teilbrücken wird von zwei Pylonen gehalten, die in Form einer Raute ausgebildet sind. Bei der Bhumibol-1 sind sie 173 Meter und bei der Bhumibol-2-Brücke 164 Meter hoch. Es gibt drei Fahrspuren je Richtung.
In der Mitte zwischen beiden Brücken befindet sich ein Autobahndreieck, das den Anschluss an die Saphan Phumiphon herstellt. Das Gelände unterhalb des Autobahnknotens wurde als Erholungspark gestaltet.

## Funktion
Die Doppelbrücke ist Teil der 13 Kilometer langen Industrieringstraße (Industrial Ring Road), die die Rama-III.-Straße im Bangkoker Bezirk Yan Nawa mit dem Südteil der Äußeren Bangkoker Ringautobahn verbindet. In diesem Bereich befinden sich die wichtigsten Industriegebiete Bangkoks.

## Eröffnung/Name
Obwohl schon am 20. September 2006 für den Verkehr freigegeben, wurde sie erst am 5. Dezember 2006, dem 79. Geburtstag des Königs Bhumibol Adulyadej, offiziell eingeweiht. Zunächst hieß sie schlicht „Industrieringstraßen-Brücke“ und wurde verbreitet als „Mega-Brücke“ benannt. Zeitweilig wurde angenommen, dass sie nach Prinz Dipangkorn Rasmijoti, dem damals einjährigen Enkel des Königs, benannt werden könnte. Am 21. Oktober 2009 wurde jedoch offiziell bekannt gegeben, dass sie den Namen des Königs selbst tragen werde.
Der Name des nördlichen Teilstücks, das Bangkok mit der Provinz Samut Prakan verbindet, ist seither „Bhumibol-1-Brücke“ und der des südlichen Teilstücks, welches die Stadt Phra Pradaeng mit dem Unterbezirk Samrong Tai verbindet, „Bhumibol-2-Brücke“.